# BRC
BRC (British Retailer Consortium) là tiêu chuẩn toàn cầu về an toàn thực phẩm do Hiệp hội bán lẻ Anh thiết lập vào năm 1998 nhằm kiểm soát chất lượng và an toàn thực phẩm. Tiêu chuẩn này được hơn 8.000 doanh nghiệp thực phẩm tại hơn 80 quốc gia thực hiện.

## Yêu cầu của tiêu chuẩn BRC
BRC có 10 yêu cầu cơ bản như sau:
1. Lãnh đạo cấp cao cam kết đáp ứng các yêu cầu của Tiêu chuẩn BRC bằng việc cung cấp đầy đủ các nguồn lực, thông tin liên lạc, xem xét và hành động để cải tiến.
2. Kế hoạch an toàn thực phẩm - Phân tích mối nguy và kiểm soát.  Kế hoạch cần được xây dựng dựa trên HACCP CODEX toàn diện, được triển khai áp dụng và duy trì, này nên tham khảo các yêu cầu pháp lý, quy phạm hay hướng dẫn từ ngành liên quan.
3. Cần có một hệ thống đánh giá nội bộ, đảm bảo hiệu quả để xác minh Hệ thống quản lý chất lượng an toàn thực phẩm và các quy trình liên quan đảm bảo các yêu cầu của tiêu chuẩn, có hiệu quả và được tuân thủ.
4. Cần có quy trình để điều tra, phân tích và khắc phục sự không phù hợp ảnh hưởng then chốt đến tính hợp pháp, chất lượng và an toàn của sản phẩm.
5. Truy tìm nguồn gốc. Cần có một hệ thống theo dõi thành phẩm bằng số lô hàng, từ nguyên vật liệu, qua quá trình sản xuất đến khi thành phẩm được phân phối đến khách hàng. Hệ thống này truy xuất các thông tin này trong một khoảng thời gian hợp lý.
6. Cơ sở, trang thiết bị được thiết kế, xây dựng và duy trì để ngăn ngừa ô nhiễm sản phẩm và tuân thủ theo các quy định pháp luật liên quan.
7. Các tiêu chuẩn dọn dẹp và làm sạch cần phải được duy trì để đạt được tiêu chuẩn vệ sinh phù hợp và ngăn chặn sự lây nhiễm cho sản phẩm.
8. Xử lý yêu cầu đối với vật liệu đặc biệt, vật liệu chứa chất gây dị ứng và vật liệu được duy trì nhận dạng. Cần có quy trình kiểm soát vật liệu đặc biệt bao gồm chất gây dị ứng và vật liệu được duy trì nhận dạng để tính hợp pháp, chất lượng và an toàn của sản phẩm không bị ảnh hưởng.
9. Cần có quy trình kiểm tra hiệu quả hoạt động của các thiết bị và các quá trình tuân theo kế hoạch an toàn thực phẩm, từ đó bảo đảm tính hợp pháp, chất lượng và an toàn của sản phẩm.
10. Cần có một hệ thống để chứng minh nhân viên có khả năng gây ảnh hưởng đến tính hợp pháp, chất lượng và sự an toàn của sản phẩm; có đủ năng lực, căn cứ vào trình độ, đào tạo hoặc kinh nghiệm làm việc.